# Chabuata sygcleta
Chabuata sygcleta là một loài bướm đêm trong họ Noctuidae.